# Reprezentacja Belgii w piłce nożnej mężczyzn
Reprezentacja Belgii w piłce nożnej mężczyzn (nl. Het Belgisch voetbalelftal voor mannen, fr. L'équipe de Belgique masculine de football, niem. Die belgische Fußballnationalmannschaft der Männer) – narodowy zespół piłkarzy nożnych Belgii. Za jej funkcjonowanie odpowiedzialny jest Królewski Belgijski Związek Piłki Nożnej. Reprezentacja od 1904 roku jest członkiem FIFA, a od 1954 UEFA. Większość spotkań w roli gospodarza rozgrywa na Stadionie Króla Baudouina I w Brukseli.
Czternastokrotnie startowała w finałach mistrzostw świata (1930, 1934, 1938, 1954, 1970, 1982, 1986, 1990, 1994, 1998, 2002, 2014, 2018, 2022), najlepszy wynik osiągając w roku 2018, kiedy po przegranej z Francją (0:1) w półfinale i po zwycięstwie z Anglią (2:0) w meczu o trzecie miejsce zdobyła brązowy medal. Wcześniej belgijska ekipa trzykrotnie kończyła swój udział w światowym czempionacie na 1/8 finału (1990, 1994, 2002) i raz na ćwierćfinale (2014). W 1986 roku na mistrzostwach w Meksyku Belgia przegrała w półfinale z Argentyną (0:2), po czym zajęła czwarte miejsce po porażce z Francją (2:4). Znacznie lepiej powodziło im się w rozgrywkach o Puchar Europy – Belgowie w sześciu  występach o prymat w Europie (1972, 1980, 1984, 2000, 2016, 2020) dwukrotnie kończyli swój udział w mistrzostwach Starego Kontynentu w najlepszej trójce (1972 i 1980), dwa razy zakończyli rozgrywki na ćwierćfinale (2016, 2020).
Belgia jest czołowym zespołem pod względem kolejnych awansów do mistrzostw świata z gier eliminacyjnych – od 1982 do 2002 roku grała bez przerwy na światowym czempionacie. Lepiej prezentują się tylko zespoły Niemiec (od 1954 do 2014, w 1974 i 2006 jako gospodarz), Brazylii (awans w każdych eliminacjach – w 1950 i 2014 jako gospodarz) i Argentyny (od 1974, w 1978 jako gospodarz), jak również drużyny Włoch (od 1962 – gospodarz w 1934 i 1990), Hiszpanii (od 1978 – gospodarz w 1982) oraz Korei Płd (od 1986 – współgospodarz w 2002).
Największym osiągnięciem futbolu belgijskiego jest złoty medal Igrzysk Olimpijskich z 1920 roku oraz brązowy z 1900 roku. Złote pokolenie Belgów, które grało w ostatniej dekadzie w Les Diables Rouges nie osiągnęło żadnych, spektakularnych sukcesów, więc przyszedł czas na zmiany personalne. Kadra Belgii na EURO 2024 jest już odświeżona i oprócz starych weteranów, posiada również nowych zawodników. Zmianą pokoleniową objęta została m.in. pozycja bramkarza, gdzie zamiast Thibauta Courtois gra Koen Casteels, a z kolei np. w linii ataku występują tacy zawodnicy, jak: Jeremy Doku czy też Lois Openda.

## Dzieje reprezentacji

### MŚ 1930
Belgowie w swoim debiutanckim występie na mistrzostwach świata w Urugwaju (nie rozgrywano eliminacji) przegrali wszystkie mecze (z USA 0:3 i Paragwajem 0:1) i z zerowym dorobkiem punktowym odpadli już po fazie grupowej
| Poz | Zespół            | Pkt | M | W | R | P | Br+ | Br− | +/− |
| --- | ----------------- | --- | - | - | - | - | --- | --- | --- |
| 1   | Stany Zjednoczone | 4   | 2 | 2 | 0 | 0 | 6   | 0   | 6   |
| 2   | Paragwaj          | 2   | 2 | 1 | 0 | 1 | 1   | 3   | −2  |
| 3   | Belgia            | 0   | 2 | 0 | 0 | 2 | 0   | 4   | −4  |

### MŚ 1934
W eliminacjach do tego turnieju rozgrywanego we Włoszech Belgia grała w grupie z Holandią i Irlandią. Po jednym remisie (4:4 z Irlandią) i jednej porażce (2:4 z Holendrami) z jednym punktem (za zwycięstwo przyznawano wówczas dwa punkty) i minimalnie lepszym bilansem bramkowym od Irlandczyków awansowali oni na turniej we Włoszech.
| Poz | Zespół   | Pkt | M | W | R | P | Br+ | Br− | +/− |
| --- | -------- | --- | - | - | - | - | --- | --- | --- |
| 1   | Holandia | 4   | 2 | 2 | 0 | 0 | 9   | 4   | +5  |
| 2   | Belgia   | 1   | 2 | 0 | 1 | 1 | 6   | 8   | −2  |
| 3   | Irlandia | 1   | 2 | 0 | 1 | 1 | 6   | 9   | −3  |

Na samych mistrzostwach Belgowie rozegrali tylko jeden mecz (nie było fazy grupowej) z reprezentacją III Rzeszy z którą przegrali 2:5. Zdobywcą obu bramek dla „Czerwonych Diabłów” był Bernard Voorhoof.

### MŚ 1938
W eliminacjach do turnieju we Francji reprezentacja Belgii trafiła tak jak cztery lata wcześniej na Holandię, oraz Luksemburg. Po jednym zwycięstwie z Luksemburgiem 3:2 i jednym remisie 1:1 z Holendrami z dorobkiem trzech punktów awansowała na mundial.
| Poz | Zespół     | Pkt | M | W | R | P | Br+ | Br− | +/− |
| --- | ---------- | --- | - | - | - | - | --- | --- | --- |
| 1   | Holandia   | 3   | 2 | 1 | 1 | 0 | 5   | 1   | +4  |
| 2   | Belgia     | 3   | 2 | 1 | 1 | 0 | 4   | 3   | +1  |
| 3   | Luksemburg | 0   | 2 | 0 | 0 | 2 | 2   | 7   | −5  |

Na Coupe du Monde 1938 ponownie nie rozegrano fazy grupowej. Belgowie zagrali więc z gospodarzami mistrzostw Francją, z którą przegrali 1:3 i odpadli z turnieju. Zdobywcą jedynej bramki dla Belgii w tym meczu był Henri Isemborghs.
W latach 1942 i 1946 mistrzostw nie rozgrywano z powodu wybuchu II wojny światowej i toczonych podczas niej walk.

### MŚ 1950
W pierwszych powojennych mistrzostwach rozegranych w 1950 roku w Brazylii Belgowie nie wzięli udziału

### MŚ 1954
W eliminacjach do mundialu w Szwajcarii Belgowie grali w grupie ze Szwecją i Finlandią systemem mecz i rewanż. Po trzech zwycięstwach (dwukrotnie ze Szwecją 3:2 i 2:0 oraz Finlandią 4:2) i jednym remisie z Finami 2:2 z siedmioma punktami na koncie awansowali z pierwszego miejsca na te mistrzostwa.
| Poz | Zespół    | Pkt | M | W | R | P | Br+ | Br− | +/− |
| --- | --------- | --- | - | - | - | - | --- | --- | --- |
| 1   | Belgia    | 7   | 4 | 3 | 1 | 0 | 11  | 6   | +5  |
| 2   | Szwecja   | 3   | 4 | 1 | 1 | 2 | 9   | 8   | +1  |
| 3   | Finlandia | 2   | 4 | 0 | 2 | 2 | 7   | 13  | −6  |

Na samym turnieju Belgia znalazła się w grupie D razem z Anglikami, gospodarzem turnieju Szwajcarami, oraz Włochami. Po remisie z Anglią 4:4 oraz porażce z Włochami 1:4 z jednym punktem na koncie Belgowie zakończyli swój udział w tej imprezie na fazie grupowej.
| Poz | Zespół     | Pkt | M | W | R | P | Br+ | Br− | +/− |
| --- | ---------- | --- | - | - | - | - | --- | --- | --- |
| 1   | Anglia     | 3   | 2 | 1 | 1 | 0 | 6   | 4   | +2  |
| 2   | Szwajcaria | 2   | 2 | 1 | 0 | 1 | 2   | 3   | −1  |
| 3   | Włochy     | 2   | 2 | 1 | 0 | 1 | 5   | 3   | +2  |
| 4   | Belgia     | 1   | 2 | 0 | 1 | 1 | 5   | 8   | −3  |

### MŚ 1958
Reprezentacja Belgii nie zdołała zakwalifikować się do tych mistrzostw po porażce w eliminacjach. Rywalizowała w nich z reprezentacjami Francji i Islandii.
| Poz | Zespół   | Pkt | M | W | R | P | Br+ | Br− | +/− |
| --- | -------- | --- | - | - | - | - | --- | --- | --- |
| 1   | Francja  | 7   | 4 | 3 | 1 | 0 | 19  | 4   | +15 |
| 2   | Belgia   | 5   | 4 | 2 | 1 | 1 | 16  | 11  | +5  |
| 3   | Islandia | 0   | 4 | 0 | 0 | 4 | 6   | 26  | −20 |

### EURO 1960
Belgowie nie zakwalifikowali się do pierwszych Mistrzostw Europy

### MŚ 1962
Reprezentacja Belgii nie zakwalifikowała się do tego mundialu po porażce w grupie eliminacyjnej ze Szwecją i Szwajcarią.
| Poz | Zespół     | Pkt | M | W | R | P | Br+ | Br− | +/− |
| --- | ---------- | --- | - | - | - | - | --- | --- | --- |
| 1=  | Szwecja    | 6   | 4 | 3 | 0 | 1 | 10  | 7   | +7  |
| 1=  | Szwajcaria | 6   | 4 | 3 | 0 | 1 | 9   | 9   | 0   |
| 3   | Belgia     | 0   | 4 | 0 | 0 | 4 | 3   | 10  | −7  |

O awansie zdecydował mecz dodatkowy wygrany przez Szwajcarów 2:1

### EURO 1964
Reprezentacja Belgii uległa w pierwszej rundzie eliminacji do tych mistrzostw Jugosławii (odpowiednio 3:2 i 1:0)
| Drużyna 1                            | Wynik dwumeczu | Drużyna 2 | Pierwszy mecz | Drugi mecz |
| ------------------------------------ | -------------- | --------- | ------------- | ---------- |
| Jugosławia                           | 4:2            | Belgia    | 3:2           | 1:0        |
| Po lewej gospodarz pierwszego meczu. |                |           |               |            |

### MŚ 1966
Reprezentacja Belgii nie awansowała na te mistrzostwa. Zadecydował o tym mecz dodatkowy Belgów z Bułgarami, który to mecz Belgowie przegrali 1:2. Jedyną bramkę dla Belgii w tym meczu zdobył Ivan Vutsov.
| Poz | Zespół   | Pkt        | M          | W          | R          | P          | Br+        | Br−        | +/−        |
| --- | -------- | ---------- | ---------- | ---------- | ---------- | ---------- | ---------- | ---------- | ---------- |
| 1=  | Belgia   | 6          | 4          | 3          | 0          | 1          | 11         | 3          | +8         |
| 1=  | Bułgaria | 6          | 4          | 3          | 0          | 1          | 9          | 6          | +3         |
| 3   | Izrael   | 0          | 4          | 0          | 0          | 4          | 1          | 12         | −11        |
| –   | Malta    | rezygnacja | rezygnacja | rezygnacja | rezygnacja | rezygnacja | rezygnacja | rezygnacja | rezygnacja |

### EURO 1968
Belgia nie zakwalifikowała się na Euro 68 na skutek porażki w eliminacjach
| Poz | Zespół     | Pkt | M | W | R | P | Br+ | Br− | +/− |
| --- | ---------- | --- | - | - | - | - | --- | --- | --- |
| 1   | Francja    | 9   | 6 | 4 | 1 | 1 | 14  | 6   | +8  |
| 2   | Belgia     | 7   | 6 | 3 | 1 | 2 | 14  | 9   | +5  |
| 3   | Polska     | 7   | 6 | 3 | 1 | 2 | 13  | 9   | +4  |
| 4   | Luksemburg | 1   | 6 | 0 | 1 | 5 | 1   | 18  | −17 |

### MŚ 1970
W eliminacjach do tego mundialu Belgia znalazła się w grupie z Jugosławią, Hiszpanią i Finlandią. Po czterech zwycięstwach (dwukrotnie z Finami 2:1 i 6:1), Jugosławią 3:0 i Hiszpanią 2:1, remisie z Hiszpanami 1:1 i porażce z Jugosławią 0:4 z dziewięcioma punktami na koncie awansowali oni z pierwszego miejsca do turnieju głównego
| Poz | Zespół     | Pkt | M | W | R | P | Br+ | Br− | +/− |
| --- | ---------- | --- | - | - | - | - | --- | --- | --- |
| 1   | Belgia     | 9   | 6 | 4 | 1 | 1 | 14  | 8   | +6  |
| 2   | Jugosławia | 7   | 6 | 3 | 1 | 2 | 19  | 7   | +12 |
| 3   | Hiszpania  | 6   | 6 | 2 | 2 | 2 | 10  | 6   | +4  |
| 4   | Finlandia  | 2   | 6 | 1 | 0 | 5 | 6   | 28  | −22 |

Na meksykańskich boiskach przyszło im grać w grupie A razem ze Związkiem Radzieckim, gospodarzem mistrzostw Meksykiem oraz Salwadorem. Po jednym zwycięstwie 3:0 z Salwadorem i dwóch porażkach z ZSRR 1:4 oraz Meksykanami 0:1 z dwoma punktami na koncie zajęli trzecie miejsce w grupie i odpadli z turnieju.
| Poz | Zespół   | Pkt | M | W | R | P | Br+ | Br− | +/− |
| --- | -------- | --- | - | - | - | - | --- | --- | --- |
| 1   | ZSRR     | 5   | 3 | 2 | 1 | 0 | 6   | 1   | +5  |
| 2   | Meksyk   | 5   | 3 | 2 | 1 | 0 | 5   | 0   | +5  |
| 3   | Belgia   | 2   | 3 | 1 | 0 | 2 | 4   | 5   | −1  |
| 4   | Salwador | 0   | 3 | 0 | 0 | 3 | 0   | 9   | −9  |

### EURO 1972
Belgowie awansowali do tych mistrzostw z pierwszego miejsca po czterech zwycięstwach, remisie i porażce w grupie eliminacyjnej.
| Poz | Zespół     | Pkt | M | W | R | P | Br+ | Br− | +/− |
| --- | ---------- | --- | - | - | - | - | --- | --- | --- |
| 1   | Belgia     | 9   | 6 | 4 | 1 | 1 | 11  | 3   | +8  |
| 2   | Portugalia | 7   | 6 | 3 | 1 | 2 | 10  | 6   | +4  |
| 3   | Szkocja    | 6   | 6 | 3 | 0 | 3 | 4   | 7   | −3  |
| 4   | Dania      | 2   | 6 | 1 | 0 | 5 | 2   | 11  | −9  |

Następnie w fazie play-off (ćwierćfinały eliminacji) los skojarzył ich z Włochami z którymi to Belgowie zwyciężyli w dwumeczu 2:1 (w pierwszym meczu padł wynik 0:0).
Na samym turnieju w fazie półfinałowej „Czerwone Diabły” przegrały z reprezentacją RFN 1:2. Jedyną bramkę dla Belgów w tym meczu zdobył Odilon Polleunis. W meczu o trzecie miejsce trafili na reprezentację Węgier z którą wygrali 2:1 po golach Raoula Lamberta oraz Paula Van Himsta. Stali się tym samym trzecią drużyną w Europie.

### MŚ 1974
Reprezentacja Belgii odpadła w eliminacjach do tych mistrzostw.
| Poz. | Zespół   | Pkt | M | W | R | P | Br+ | Br− | +/− |
| ---- | -------- | --- | - | - | - | - | --- | --- | --- |
| 1    | Holandia | 10  | 6 | 4 | 2 | 0 | 24  | 2   | +22 |
| 2    | Belgia   | 10  | 6 | 4 | 2 | 0 | 12  | 0   | +12 |
| 3    | Norwegia | 4   | 6 | 2 | 0 | 4 | 9   | 16  | −7  |
| 4    | Islandia | 0   | 6 | 0 | 0 | 6 | 2   | 29  | −27 |

Holendrzy uzyskali awans dzięki lepszemu bilansowi bramkowemu

### EURO 1976
Belgowie zajęli w eliminacjach pierwsze miejsce w swojej grupie eliminacyjnej
| Poz | Zespół   | Pkt | M | W | R | P | Br+ | Br− | +/− |
| --- | -------- | --- | - | - | - | - | --- | --- | --- |
| 1   | Belgia   | 8   | 6 | 3 | 2 | 1 | 6   | 3   | +3  |
| 2   | NRD      | 7   | 6 | 2 | 3 | 1 | 8   | 7   | +1  |
| 3   | Francja  | 5   | 6 | 1 | 3 | 2 | 7   | 6   | +1  |
| 4   | Islandia | 4   | 6 | 1 | 2 | 3 | 3   | 8   | −5  |

W następnej fazie rozgrywek (ćwierćfinały) przyszło im mierzyć się z Holendrami z którymi przegrali oba mecze (odpowiednio 0:5 i 1:2). Jedyną bramkę dla Belgów w dwumeczu zdobył Roger van Gool.

### MŚ 1978
Belgowie nie przebrnęli eliminacji do mundialu w 1978 roku.
| Poz | Zespół            | Pkt | M | W | R | P | Br+ | Br− | +/− |
| --- | ----------------- | --- | - | - | - | - | --- | --- | --- |
| 1   | Holandia          | 11  | 6 | 5 | 1 | 0 | 11  | 3   | +9  |
| 2   | Belgia            | 6   | 6 | 3 | 0 | 3 | 7   | 6   | +1  |
| 3   | Irlandia Północna | 5   | 6 | 2 | 1 | 3 | 7   | 6   | +1  |
| 4   | Islandia          | 2   | 6 | 1 | 0 | 5 | 2   | 12  | −10 |

### EURO 1980
Belgia wygrała swoją grupę eliminacyjną i pewnie awansowała do turnieju rozgrywanego we Włoszech
| Poz | Zespół     | Pkt | M | W | R | P | Br+ | Br− | +/− |
| --- | ---------- | --- | - | - | - | - | --- | --- | --- |
| 1   | Belgia     | 12  | 8 | 4 | 4 | 0 | 12  | 5   | +7  |
| 2   | Austria    | 11  | 8 | 4 | 3 | 1 | 14  | 7   | +7  |
| 3   | Portugalia | 9   | 8 | 4 | 1 | 3 | 10  | 11  | −1  |
| 4   | Szkocja    | 7   | 8 | 3 | 1 | 4 | 15  | 13  | +2  |
| 5   | Norwegia   | 1   | 8 | 0 | 1 | 7 | 5   | 20  | −15 |

Na samym turnieju Belgowie grali w grupie z gospodarzem imprezy Włochami, Anglią oraz Hiszpanią. Po jednym zwycięstwie (z Hiszpanami 2:1) i dwóch remisach (z Anglikami 1:1 oraz 0:0 z Italią) z czterema punktami na koncie zajęli ostatecznie pierwsze miejsce w grupie i awansowali do finału turnieju.
| Poz | Zespół    | Pkt | M | W | R | P | Br+ | Br− | +/− |
| --- | --------- | --- | - | - | - | - | --- | --- | --- |
| 1   | Belgia    | 4   | 3 | 1 | 2 | 0 | 3   | 2   | +1  |
| 2   | Włochy    | 4   | 3 | 1 | 2 | 0 | 1   | 0   | +1  |
| 3   | Anglia    | 3   | 3 | 1 | 1 | 1 | 3   | 3   | 0   |
| 4   | Hiszpania | 1   | 3 | 0 | 1 | 2 | 2   | 4   | −2  |

W finale tych rozgrywek przyszło im grać z reprezentacją RFN, z którą „Czerwone Diabły” przegrały 1:2. Zostali tym samym wicemistrzami Europy. Jedyną bramkę dla belgijskiej ekipy w tym meczu zdobył René Vandereycken.

### MŚ 1982
Eliminacje do tego turnieju reprezentacja Belgii zakończyła na pierwszym miejscu w grupie
| Poz | Zespół   | Pkt | M | W | R | P | Br+ | Br− | +/− |
| --- | -------- | --- | - | - | - | - | --- | --- | --- |
| 1   | Belgia   | 11  | 8 | 5 | 1 | 2 | 12  | 9   | +3  |
| 2   | Francja  | 10  | 8 | 5 | 0 | 3 | 20  | 8   | +12 |
| 3   | Irlandia | 10  | 8 | 4 | 2 | 2 | 17  | 11  | +6  |
| 4   | Holandia | 9   | 8 | 4 | 1 | 3 | 11  | 7   | +4  |
| 5   | Cypr     | 0   | 8 | 0 | 0 | 8 | 4   | 29  | −25 |

Na samym turnieju Belgowie znaleźli się w grupie C razem z Argentyną, Węgrami i Salwadorem. Po dwóch zwycięstwach (z Argentyną i Salwadorem po 1:0), oraz remisie z Węgrami 1:1 z pięcioma punktami na koncie awansowali z pierwszego miejsca do dalszej fazy turnieju.
| Poz | Zespół    | Pkt | M | W | R | P | Br+ | Br− | +/− |
| --- | --------- | --- | - | - | - | - | --- | --- | --- |
| 1   | Belgia    | 5   | 3 | 2 | 1 | 0 | 3   | 1   | +2  |
| 2   | Argentyna | 4   | 3 | 2 | 0 | 1 | 6   | 2   | +4  |
| 3   | Węgry     | 3   | 3 | 1 | 1 | 1 | 12  | 6   | +6  |
| 4   | Salwador  | 0   | 3 | 0 | 0 | 3 | 1   | 13  | −12 |

W kolejnej fazie turnieju (druga faza grupowa) „Czerwone Diabły” grały z Polską i Związkiem Radzieckim. Po przegraniu obu meczów (odpowiednio z Polską 0:3 i ZSRR 0:1) z zerowym dorobkiem punktowym i bramkowym odpadli z turnieju
| Poz | Zespół | Pkt | M | W | R | P | Br+ | Br− | +/− |
| --- | ------ | --- | - | - | - | - | --- | --- | --- |
| 1   | Polska | 3   | 2 | 1 | 1 | 0 | 3   | 0   | +3  |
| 2   | ZSRR   | 3   | 2 | 1 | 1 | 0 | 1   | 0   | +1  |
| 3   | Belgia | 0   | 2 | 0 | 0 | 2 | 0   | 4   | −4  |

### EURO 1984

#### Eliminacje
| Poz | Zespół     | Pkt | M | Z | R | P | Br+ | Br− | +/− |
| --- | ---------- | --- | - | - | - | - | --- | --- | --- |
| 1   | Belgia     | 9   | 6 | 4 | 1 | 1 | 12  | 8   | +4  |
| 2   | Szwajcaria | 6   | 6 | 2 | 2 | 2 | 7   | 9   | −2  |
| 3   | NRD        | 5   | 6 | 2 | 1 | 3 | 7   | 7   | 0   |
| 4   | Szkocja    | 4   | 6 | 1 | 2 | 3 | 8   | 10  | −2  |

#### Turniej główny
| Poz | Zespół     | Pkt | M | W | R | P | Br+ | Br− | +/− |
| --- | ---------- | --- | - | - | - | - | --- | --- | --- |
| 1   | Francja    | 6   | 3 | 3 | 0 | 0 | 9   | 2   | +7  |
| 2   | Dania      | 4   | 3 | 2 | 0 | 1 | 8   | 3   | +5  |
| 3   | Belgia     | 2   | 3 | 1 | 0 | 2 | 4   | 8   | −4  |
| 4   | Jugosławia | 0   | 3 | 0 | 0 | 3 | 2   | 10  | −8  |

### MŚ 1986

#### Eliminacje
| Poz | Zespół  | Pkt | M | W | R | P | Br+ | Br− | +/− |
| --- | ------- | --- | - | - | - | - | --- | --- | --- |
| 1   | Polska  | 8   | 6 | 3 | 2 | 1 | 10  | 6   | +4  |
| 2   | Belgia  | 8   | 6 | 3 | 2 | 1 | 7   | 3   | +4  |
| 3   | Albania | 4   | 6 | 1 | 2 | 3 | 6   | 9   | −3  |
| 4   | Grecja  | 4   | 6 | 1 | 2 | 3 | 5   | 10  | −5  |

O awansie Belgów zadecydował dwumecz barażowy z Holandią (1:0, 1:2)

#### Turniej główny
| Poz | Zespół   | Pkt | M | W | R | P | Br+ | Br− | +/− |
| --- | -------- | --- | - | - | - | - | --- | --- | --- |
| 1   | Meksyk   | 5   | 3 | 2 | 1 | 0 | 4   | 2   | +2  |
| 2   | Paragwaj | 4   | 3 | 1 | 2 | 0 | 4   | 3   | +1  |
| 3   | Belgia   | 3   | 3 | 1 | 1 | 1 | 5   | 5   | 0   |
| 4   | Irak     | 0   | 3 | 0 | 0 | 3 | 1   | 4   | −3  |

### EURO 1988

#### Eliminacje
| Poz | Zespół     | Pkt | M | W | R | P | Br+ | Br− | +/− |
| --- | ---------- | --- | - | - | - | - | --- | --- | --- |
| 1   | Irlandia   | 11  | 8 | 4 | 3 | 1 | 10  | 5   | +5  |
| 2   | Bułgaria   | 10  | 8 | 4 | 2 | 2 | 12  | 6   | +6  |
| 3   | Belgia     | 9   | 8 | 3 | 3 | 2 | 16  | 8   | +8  |
| 4   | Szkocja    | 9   | 8 | 3 | 3 | 2 | 7   | 5   | +2  |
| 5   | Luksemburg | 1   | 8 | 0 | 1 | 7 | 2   | 23  | −21 |

### MŚ 1990

#### Eliminacje
| Poz | Zespół         | Pkt | M | W | R | P | Br+ | Br− | +/− |
| --- | -------------- | --- | - | - | - | - | --- | --- | --- |
| 1   | Belgia         | 12  | 8 | 4 | 4 | 0 | 15  | 5   | +10 |
| 2   | Czechosłowacja | 12  | 8 | 5 | 2 | 1 | 13  | 3   | +10 |
| 3   | Portugalia     | 10  | 8 | 4 | 2 | 2 | 11  | 8   | +3  |
| 4   | Szwajcaria     | 5   | 8 | 2 | 1 | 5 | 10  | 14  | −4  |
| 5   | Luksemburg     | 1   | 8 | 0 | 1 | 7 | 3   | 22  | −19 |

#### Turniej główny
| Poz | Zespół           | Pkt | M | W | R | P | Br+ | Br− | +/− |
| --- | ---------------- | --- | - | - | - | - | --- | --- | --- |
| 1   | Hiszpania        | 5   | 3 | 2 | 1 | 0 | 5   | 2   | +3  |
| 2   | Belgia           | 4   | 3 | 2 | 0 | 1 | 6   | 3   | +3  |
| 3   | Urugwaj          | 3   | 3 | 1 | 1 | 1 | 2   | 3   | −1  |
| 4   | Korea Południowa | 0   | 3 | 0 | 0 | 3 | 1   | 6   | −5  |

### EURO 1992

#### Eliminacje
| Poz | Zespół     | Pkt | M | W | R | P | Br+ | Br− | +/− |
| --- | ---------- | --- | - | - | - | - | --- | --- | --- |
| 1   | Niemcy     | 10  | 6 | 5 | 0 | 1 | 13  | 4   | +9  |
| 2   | Walia      | 9   | 6 | 4 | 1 | 1 | 8   | 6   | +2  |
| 3   | Belgia     | 5   | 6 | 2 | 1 | 3 | 7   | 6   | +1  |
| 4   | Luksemburg | 0   | 6 | 0 | 0 | 6 | 2   | 14  | −12 |

### MŚ 1994

#### Eliminacje
| Poz | Zespół         | Pkt | M  | W | R | P  | Br+ | Br− | +/− |
| --- | -------------- | --- | -- | - | - | -- | --- | --- | --- |
| 1   | Rumunia        | 15  | 10 | 7 | 1 | 2  | 29  | 12  | +17 |
| 2   | Belgia         | 15  | 10 | 7 | 1 | 2  | 16  | 5   | +11 |
| 3   | Czechosłowacja | 13  | 10 | 4 | 5 | 1  | 21  | 9   | +12 |
| 4   | Walia          | 12  | 10 | 5 | 2 | 3  | 19  | 12  | +7  |
| 5   | Cypr           | 5   | 10 | 2 | 1 | 7  | 8   | 18  | −10 |
| 6   | Wyspy Owcze    | 0   | 10 | 0 | 0 | 10 | 1   | 38  | −37 |

#### Turniej główny
| Poz | Zespół           | Pkt | M | W | R | P | Br+ | Br− | +/− |
| --- | ---------------- | --- | - | - | - | - | --- | --- | --- |
| 1   | Holandia         | 6   | 3 | 2 | 0 | 1 | 4   | 3   | +1  |
| 2   | Arabia Saudyjska | 6   | 3 | 2 | 0 | 1 | 4   | 3   | +1  |
| 3   | Belgia           | 6   | 3 | 2 | 0 | 1 | 2   | 1   | +1  |
| 4   | Maroko           | 0   | 3 | 0 | 0 | 3 | 2   | 5   | −3  |

### EURO 1996

#### Eliminacje
| Poz | Zespół             | Pkt | M  | Z | R | P | Br+ | Br− | +/− |
| --- | ------------------ | --- | -- | - | - | - | --- | --- | --- |
| 1   | Hiszpania          | 26  | 10 | 8 | 2 | 0 | 25  | 4   | +21 |
| 2   | Dania              | 21  | 10 | 6 | 3 | 1 | 19  | 9   | +10 |
| 3   | Belgia             | 15  | 10 | 4 | 3 | 3 | 17  | 13  | +4  |
| 4   | Macedonia Północna | 7   | 10 | 1 | 4 | 5 | 9   | 18  | −9  |
| 5   | Cypr               | 7   | 10 | 1 | 4 | 5 | 6   | 20  | −14 |
| 6   | Armenia            | 5   | 10 | 1 | 2 | 7 | 5   | 17  | −12 |

### MŚ 1998

#### Eliminacje
| Poz | Zespół     | Pkt | M | W | R | P | Br+ | Br− | +/− |
| --- | ---------- | --- | - | - | - | - | --- | --- | --- |
| 1   | Holandia   | 19  | 8 | 6 | 1 | 1 | 26  | 4   | +22 |
| 2   | Belgia     | 18  | 8 | 6 | 0 | 2 | 20  | 11  | +9  |
| 3   | Turcja     | 14  | 8 | 4 | 2 | 2 | 21  | 9   | +12 |
| 4   | Walia      | 7   | 8 | 2 | 1 | 5 | 5   | 10  | −5  |
| 5   | San Marino | 0   | 8 | 0 | 0 | 8 | 0   | 42  | −42 |

Belgowie awansowali do MŚ 1998 dzięki zwycięstwu w dwumeczu barażowym z Irlandią (1:1, 2:1)

#### Turniej główny
| Poz | Zespół           | Pkt | M | W | R | P | Br+ | Br− | +/− |
| --- | ---------------- | --- | - | - | - | - | --- | --- | --- |
| 1   | Holandia         | 5   | 3 | 1 | 2 | 0 | 7   | 2   | +5  |
| 2   | Meksyk           | 5   | 3 | 1 | 2 | 0 | 7   | 5   | +2  |
| 3   | Belgia           | 3   | 3 | 0 | 3 | 0 | 3   | 3   | 0   |
| 4   | Korea Południowa | 1   | 3 | 0 | 1 | 2 | 2   | 9   | −7  |

### EURO 2000
Belgia miała zapewniony udział w tym turnieju z racji bycia współgospodarzem turnieju (wspólnie z Holandią)

#### Turniej główny
| Poz | Zespół  | Pkt | M | W | R | P | Br+ | Br− | +/− |
| --- | ------- | --- | - | - | - | - | --- | --- | --- |
| 1   | Włochy  | 9   | 3 | 3 | 0 | 0 | 6   | 2   | +4  |
| 2   | Turcja  | 4   | 3 | 1 | 1 | 1 | 3   | 2   | +1  |
| 3   | Belgia  | 3   | 3 | 1 | 0 | 2 | 2   | 5   | −3  |
| 4   | Szwecja | 1   | 3 | 0 | 1 | 2 | 2   | 4   | −2  |

### MŚ 2002

#### Eliminacje
| Poz | Zespół     | Pkt | M | W | R | P | Br+ | Br− | +/− |
| --- | ---------- | --- | - | - | - | - | --- | --- | --- |
| 1   | Chorwacja  | 18  | 8 | 5 | 3 | 0 | 15  | 2   | +13 |
| 2   | Belgia     | 17  | 8 | 5 | 2 | 1 | 25  | 6   | +19 |
| 3   | Szkocja    | 15  | 8 | 4 | 3 | 1 | 12  | 6   | +6  |
| 4   | Łotwa      | 4   | 8 | 1 | 1 | 6 | 5   | 16  | −11 |
| 5   | San Marino | 1   | 8 | 0 | 1 | 7 | 3   | 30  | −27 |

Belgowie awansowali na Mundial 2002 dzięki zwycięstwu w dwumeczu barażowym z Czechami (1:0, 1:0)

#### Turniej główny
| Poz | Zespół  | Pkt | M | W | R | P | Br+ | Br− | +/− |
| --- | ------- | --- | - | - | - | - | --- | --- | --- |
| 1   | Japonia | 7   | 3 | 2 | 1 | 0 | 5   | 2   | +3  |
| 2   | Belgia  | 5   | 3 | 1 | 2 | 0 | 6   | 5   | +1  |
| 3   | Rosja   | 3   | 3 | 1 | 0 | 2 | 4   | 4   | 0   |
| 4   | Tunezja | 1   | 3 | 0 | 1 | 2 | 1   | 5   | −4  |

### EURO 2004

#### Eliminacje
| Poz | Zespół    | Pkt | M | W | R | P | Br+ | Br− | +/− |
| --- | --------- | --- | - | - | - | - | --- | --- | --- |
| 1   | Bułgaria  | 17  | 8 | 5 | 2 | 1 | 13  | 4   | +9  |
| 2   | Chorwacja | 16  | 8 | 5 | 1 | 2 | 12  | 4   | +8  |
| 3   | Belgia    | 16  | 8 | 5 | 1 | 2 | 11  | 9   | +2  |
| 4   | Estonia   | 8   | 8 | 2 | 2 | 4 | 4   | 6   | −2  |
| 5   | Andora    | 0   | 8 | 0 | 0 | 8 | 1   | 18  | −17 |

### MŚ 2006

#### Eliminacje
| Poz | Zespół               | Pkt | M  | W | R | P  | Br+ | Br− | +/− |
| --- | -------------------- | --- | -- | - | - | -- | --- | --- | --- |
| 1   | Serbia i Czarnogóra  | 22  | 10 | 6 | 4 | 0  | 16  | 1   | +15 |
| 2   | Hiszpania            | 20  | 10 | 5 | 5 | 0  | 19  | 3   | +16 |
| 3   | Bośnia i Hercegowina | 16  | 10 | 4 | 4 | 2  | 12  | 9   | +3  |
| 4   | Belgia               | 12  | 10 | 3 | 3 | 4  | 16  | 11  | +5  |
| 5   | Litwa                | 10  | 10 | 2 | 4 | 4  | 8   | 9   | −1  |
| 6   | San Marino           | 0   | 10 | 0 | 0 | 10 | 2   | 40  | −38 |

### EURO 2008

#### Eliminacje
| Poz | Zespół      | Pkt | M  | Z | R | P | Br+ | Br− | +/− |
| --- | ----------- | --- | -- | - | - | - | --- | --- | --- |
| 1   | Polska      | 29  | 14 | 8 | 4 | 2 | 24  | 12  | +12 |
| 2   | Portugalia  | 27  | 14 | 7 | 6 | 1 | 24  | 10  | +14 |
| 3   | Serbia      | 24  | 14 | 6 | 6 | 2 | 22  | 11  | +11 |
| 4   | Finlandia   | 24  | 14 | 6 | 6 | 2 | 13  | 7   | +6  |
| 5   | Belgia      | 18  | 14 | 5 | 3 | 6 | 14  | 16  | −2  |
| 6   | Kazachstan  | 10  | 14 | 2 | 4 | 8 | 11  | 21  | −10 |
| 7   | Armenia     | 9   | 12 | 2 | 3 | 7 | 4   | 13  | −9  |
| 8   | Azerbejdżan | 5   | 12 | 1 | 2 | 9 | 6   | 28  | −22 |

### MŚ 2010

#### Eliminacje
| Poz | Zespół               | Pkt | M  | W  | R | P | Br+ | Br− | +/− |
| --- | -------------------- | --- | -- | -- | - | - | --- | --- | --- |
| 1   | Hiszpania            | 30  | 10 | 10 | 0 | 0 | 28  | 5   | +23 |
| 2   | Bośnia i Hercegowina | 19  | 10 | 6  | 1 | 3 | 25  | 13  | +12 |
| 3   | Turcja               | 15  | 10 | 4  | 3 | 3 | 13  | 10  | +3  |
| 4   | Belgia               | 10  | 10 | 3  | 1 | 6 | 13  | 20  | −7  |
| 5   | Estonia              | 8   | 10 | 2  | 2 | 6 | 9   | 24  | −15 |
| 6   | Armenia              | 4   | 10 | 1  | 1 | 8 | 6   | 22  | −16 |

### EURO 2012

#### Eliminacje
| Poz | Zespół      | Pkt | M  | W  | R | P | Br+ | Br− | +/− |
| --- | ----------- | --- | -- | -- | - | - | --- | --- | --- |
| 1   | Niemcy      | 30  | 10 | 10 | 0 | 0 | 34  | 7   | +27 |
| 2   | Turcja      | 17  | 10 | 5  | 2 | 3 | 13  | 11  | +2  |
| 3   | Belgia      | 15  | 10 | 4  | 3 | 3 | 21  | 15  | +6  |
| 4   | Austria     | 12  | 10 | 3  | 3 | 4 | 16  | 17  | −1  |
| 5   | Azerbejdżan | 7   | 10 | 2  | 1 | 7 | 10  | 26  | −14 |
| 6   | Kazachstan  | 4   | 10 | 1  | 1 | 8 | 6   | 24  | −18 |

### Mistrzostw Świata 2014

#### Eliminacje do Mistrzostw Świata 2014
| Lp. | Drużyna            | M  | Mecze | Mecze | Mecze | Bramki | Bramki | Bramki | Pkt |
| Lp. | Drużyna            | M  | W     | R     | P     | +      | −      | +/−    | Pkt |
| --- | ------------------ | -- | ----- | ----- | ----- | ------ | ------ | ------ | --- |
| 1.  | Belgia             | 10 | 8     | 2     | 0     | 18     | 4      | +14    | 26  |
| 2.  | Chorwacja          | 10 | 5     | 2     | 3     | 12     | 9      | +3     | 17  |
| 3.  | Serbia             | 10 | 4     | 2     | 4     | 18     | 11     | +7     | 14  |
| 4.  | Szkocja            | 10 | 3     | 2     | 5     | 8      | 12     | −4     | 11  |
| 5.  | Walia              | 10 | 3     | 1     | 6     | 9      | 20     | −11    | 10  |
| 6.  | Macedonia Północna | 10 | 2     | 1     | 7     | 7      | 16     | −9     | 7   |

|                    | Chorwacja | Serbia | Belgia | Szkocja | Macedonia Północna | Walia |
| ------------------ | --------- | ------ | ------ | ------- | ------------------ | ----- |
| Chorwacja          | X         | 2:0    | 1:2    | 0:1     | 1:0                | 2:0   |
| Serbia             | 1:1       | X      | 0:3    | 2:0     | 5:1                | 6:1   |
| Belgia             | 1:1       | 2:1    | X      | 2:0     | 1:0                | 1:1   |
| Szkocja            | 2:0       | 0:0    | 0:2    | X       | 1:1                | 1:2   |
| Macedonia Północna | 1:2       | 1:0    | 0:2    | 1:2     | X                  | 2:1   |
| Walia              | 1:2       | 0:3    | 0:2    | 2:1     | 1:0                | X     |

Reprezentacja Belgii awansowała do Mistrzostw Świata 2014 w Brazylii z pierwszego miejsca w swojej grupie eliminacyjnej (Chorwacja, Serbia, Szkocja, Walia, Macedonia Północna) z dwudziestoma sześcioma punktami na koncie po ośmiu zwycięstwach i dwóch remisach w dziesięciu spotkaniach.

#### Turniej główny
| Zespół           | Pkt | M | W | R | P | Br+ | Br− | +/− |
| ---------------- | --- | - | - | - | - | --- | --- | --- |
| Belgia           | 9   | 3 | 3 | 0 | 0 | 4   | 1   | +3  |
| Algieria         | 4   | 3 | 1 | 1 | 1 | 6   | 5   | +1  |
| Rosja            | 2   | 3 | 0 | 2 | 1 | 2   | 3   | −1  |
| Korea Południowa | 1   | 3 | 0 | 1 | 2 | 3   | 6   | −3  |

Na samym turnieju Belgowie grali w grupie H razem z Algierią, Rosją i Koreą Południową. Po trzech zwycięstwach (kolejno z Algierią 2:1, oraz z Rosją i Koreą Południową po 1:0), awansowali oni z pierwszego miejsca w grupie z kompletem punktów do kolejnej fazy turnieju. W 1/8 finału spotkali się z reprezentacją Stanów Zjednoczonych, z którymi wygrali 2:1 po dogrywce. Gole dla Belgów w tym meczu strzelali Kevin De Bruyne, oraz Romelu Lukaku. W ćwierćfinale zagrali z reprezentacją Argentyny, z którą przegrali 0:1 i odpadli z turnieju.

### EURO 2016

#### Eliminacje do Mistrzostw Europy 2016
| Zespół               | Pkt | M  | W | R | P  | Br+ | Br− | +/− |
| -------------------- | --- | -- | - | - | -- | --- | --- | --- |
| Belgia               | 23  | 10 | 7 | 2 | 1  | 24  | 5   | +19 |
| Walia                | 21  | 10 | 6 | 3 | 1  | 11  | 4   | +7  |
| Bośnia i Hercegowina | 17  | 10 | 5 | 2 | 3  | 17  | 12  | +5  |
| Izrael               | 13  | 10 | 4 | 1 | 5  | 16  | 14  | +2  |
| Cypr                 | 12  | 10 | 4 | 0 | 6  | 16  | 17  | −1  |
| Andora               | 0   | 10 | 0 | 0 | 10 | 4   | 36  | −32 |

|                      | Bośnia i Hercegowina | Belgia | Izrael | Walia | Cypr | Andora |
| -------------------- | -------------------- | ------ | ------ | ----- | ---- | ------ |
| Bośnia i Hercegowina | X                    | 1:1    | 3:1    | 2:0   | 1:2  | 3:0    |
| Belgia               | 3:1                  | X      | 3:1    | 0:0   | 5:0  | 6:0    |
| Izrael               | 3:0                  | 0:1    | X      | 0:3   | 1:2  | 4:0    |
| Walia                | 0:0                  | 1:0    | 0:0    | X     | 2:1  | 2:0    |
| Cypr                 | 2:3                  | 0:1    | 1:2    | 0:1   | X    | 5:0    |
| Andora               | 0:3                  | 1:4    | 1:4    | 1:2   | 1:3  | X      |

Belgowie awansowali do Mistrzostw Europy we Francji z pierwszego miejsca w swojej grupie eliminacyjnej (Walia, Bośnia i Hercegowina, Izrael, Cypr, Andora) z dwudziestoma trzema punktami na koncie po siedmiu zwycięstwach, dwóch remisach i jednej porażce w dziesięciu meczach.
| Zespół   | Pkt | M | W | R | P | Br+ | Br− | +/− |
| -------- | --- | - | - | - | - | --- | --- | --- |
| Włochy   | 6   | 3 | 2 | 0 | 1 | 3   | 1   | +2  |
| Belgia   | 6   | 3 | 2 | 0 | 1 | 4   | 2   | +2  |
| Irlandia | 4   | 3 | 1 | 1 | 1 | 2   | 4   | −2  |
| Szwecja  | 1   | 3 | 0 | 1 | 2 | 1   | 3   | −2  |

Na turnieju głównym reprezentacja Belgii grała w grupie E razem z Włochami, Irlandią i Szwecją. Po dwóch zwycięstwach (z Irlandią 3:0 i Szwecją 1:0), oraz jednej porażce (0:2 z Włochami) zajęli oni drugie miejsce w grupie z sześcioma punktami na koncie i awansowali do dalszej fazy turnieju. W 1/8 finału spotkali się z reprezentacją Węgier z którą wygrali 4:0 po golach Toby’ego Alderweirelda, Michy’ego Batshuayia, Edena Hazarda, oraz Yannicka Ferreiry Carrasco. Awansowali tym samym do ćwierćfinału w którym zagrali z reprezentacją Walii. Przegrali z nią 1:3 i odpadli z turnieju. Jedyną bramkę dla Belgów w tym meczu zdobył Radja Nainggolan.

### Mistrzostwa Świata 2018

#### Eliminacje do Mistrzostw Świata 2018
| Zespół               | Pkt | M  | W | R | P  | Br+ | Br− | +/− |
| -------------------- | --- | -- | - | - | -- | --- | --- | --- |
| Belgia               | 28  | 10 | 9 | 1 | 0  | 43  | 6   | +37 |
| Grecja               | 19  | 10 | 5 | 4 | 1  | 17  | 6   | +11 |
| Bośnia i Hercegowina | 17  | 10 | 5 | 2 | 3  | 24  | 13  | +11 |
| Estonia              | 11  | 10 | 3 | 2 | 5  | 13  | 19  | −6  |
| Cypr                 | 10  | 10 | 3 | 1 | 6  | 9   | 18  | −9  |
| Gibraltar            | 0   | 10 | 0 | 0 | 10 | 3   | 47  | −44 |

|                      | Belgia | Bośnia i Hercegowina | Grecja | Estonia | Cypr | Gibraltar |
| -------------------- | ------ | -------------------- | ------ | ------- | ---- | --------- |
| Belgia               | X      | 4:0                  | 1:1    | 8:1     | 4:0  | 9:0       |
| Bośnia i Hercegowina | 3:4    | X                    | 0:0    | 5:0     | 2:0  | 5:0       |
| Grecja               | 1:2    | 1:1                  | X      | 0:0     | 2:0  | 4:0       |
| Estonia              | 0:2    | 1:2                  | 0:2    | X       | 1:0  | 4:0       |
| Cypr                 | 0:3    | 3:2                  | 1:2    | 0:0     | X    | 3:1       |
| Gibraltar            | 0:6    | 0:4                  | 1:4    | 0:6     | 1:2  | X         |

Odpadnięcie z Mistrzostw we Francji było szeroko komentowane przez belgijskie media, które domagały się zwolnienia Marca Wilmotsa z funkcji trenera reprezentacji. Tak też się stało i 15 lipca 2016 roku Wilmots pożegnał się z kadrą. 3 sierpnia 2016 roku na tym stanowisku zastąpił go Roberto Martínez, z którym to Belgowie przystąpili do eliminacji do Mistrzostw Świata 2018 w Rosji. Grali oni w grupie H razem z Bośnią i Hercegowiną, Grecją, Cyprem, Gibraltarem i Estonią. Zajęli w niej pierwsze miejsce z 28 punktami po dziewięciu zwycięstwach i remisie i awansowali bezpośrednio na mundial

#### Turniej główny
| Zespół  | Pkt | M | W | R | P | Br+ | Br− | +/− |
| ------- | --- | - | - | - | - | --- | --- | --- |
| Belgia  | 9   | 3 | 3 | 0 | 0 | 9   | 2   | +7  |
| Anglia  | 6   | 3 | 2 | 0 | 1 | 8   | 3   | +5  |
| Tunezja | 3   | 3 | 1 | 0 | 2 | 5   | 8   | −3  |
| Panama  | 0   | 3 | 0 | 0 | 3 | 2   | 11  | −9  |

Grali na nim w grupie G razem z Anglią, Panamą, oraz Tunezją. Po wygraniu wszystkich trzech spotkań (odpowiednio z Panamą 3:0, Tunezją 5:2 i Anglią 1:0) z kompletem punktów awansowali z pierwszego miejsca w grupie do 1/8 finału. W tej fazie turnieju rywalem Belgów była Japonia. Podopieczni Roberto Martineza wygrali to spotkanie 3:2 i awansowali tym samym do ćwierćfinału mundialu w którym zmierzyli się z reprezentacją Brazylii. Wygrali to spotkanie 2:1, wywalczając tym samym awans do półfinału turnieju, w którym grali z Francją. Przegrali ten mecz 0:1. W ostatnim swoim występie na mundialu Belgowie zagrali z Anglią o III miejsce. Wygrali to spotkanie 2:0. Był to zarazem najlepszy jak dotąd występ drużyny belgijskiej w mistrzostwach świata.

### EURO 2020

#### Eliminacje do Mistrzostw Europy 2020
| Zespół     | Pkt | M  | W  | R | P  | Br+ | Br− | +/− |
| ---------- | --- | -- | -- | - | -- | --- | --- | --- |
| Belgia     | 30  | 10 | 10 | 0 | 0  | 40  | 3   | +37 |
| Rosja      | 24  | 10 | 8  | 0 | 2  | 33  | 8   | +25 |
| Szkocja    | 15  | 10 | 5  | 0 | 5  | 16  | 19  | −3  |
| Cypr       | 10  | 10 | 3  | 1 | 6  | 15  | 20  | −5  |
| Kazachstan | 10  | 10 | 3  | 1 | 6  | 13  | 17  | −4  |
| San Marino | 0   | 10 | 0  | 0 | 10 | 1   | 51  | −50 |

|            | Belgia | Rosja | Szkocja | Cypr | Kazachstan | San Marino |
| ---------- | ------ | ----- | ------- | ---- | ---------- | ---------- |
| Belgia     | X      | 3:1   | 3:0     | 6:1  | 3:0        | 9:0        |
| Rosja      | 1:4    | X     | 4:0     | 1:0  | 1:0        | 9:0        |
| Szkocja    | 0:4    | 1:2   | X       | 2:1  | 3:1        | 6:0        |
| Cypr       | 0:2    | 0:5   | 1:2     | X    | 1:1        | 5:0        |
| Kazachstan | 0:2    | 0:4   | 3:0     | 1:2  | X          | 4:0        |
| San Marino | 0:4    | 0:5   | 0:2     | 0:4  | 1:3        | X          |

#### Turniej główny
| Zespół    | Pkt | M | W | R | P | Br+ | Br− | +/− |
| --------- | --- | - | - | - | - | --- | --- | --- |
| Belgia    | 9   | 3 | 3 | 0 | 0 | 7   | 1   | +6  |
| Dania     | 3   | 3 | 1 | 0 | 2 | 5   | 4   | +1  |
| Finlandia | 3   | 3 | 1 | 0 | 2 | 1   | 3   | -2  |
| Rosja     | 3   | 3 | 1 | 0 | 2 | 2   | 7   | -5  |

Grali w grupie B  razem z Danią, Finlandią i Rosją.  Po wygraniu wszystkich trzech spotkań (odpowiednio z Panamą 3:0, Tunezją 5:2 i Anglią 1:0) z kompletem punktów awansowali z pierwszego miejsca w grupie do 1/8 finału.  W tej fazie turnieju rywalem Belgów była Portugalia. Wygrali to spotkanie 1:0  i awansowali tym samym do ćwierćfinału  w którym przegrali 1:2 z reprezentacją Włoch. 

### Mistrzostwa Świata  2022

#### Eliminacje do Mistrzostw Świata 2022
| Lp. | Drużyna  | M | Mecze | Mecze | Mecze | Bramki | Bramki | Bramki | Pkt |
| Lp. | Drużyna  | M | W     | R     | P     | +      | −      | +/−    | Pkt |
| --- | -------- | - | ----- | ----- | ----- | ------ | ------ | ------ | --- |
| 1.  | Belgia   | 8 | 6     | 2     | 0     | 25     | 6      | +19    | 20  |
| 2.  | Walia    | 8 | 4     | 3     | 1     | 13     | 9      | +4     | 15  |
| 3.  | Czechy   | 8 | 4     | 2     | 2     | 14     | 9      | +5     | 14  |
| 4.  | Estonia  | 8 | 1     | 1     | 6     | 9      | 21     | −12    | 4   |
| 5.  | Białoruś | 8 | 1     | 0     | 7     | 7      | 24     | −17    | 3   |

|          | Belgia | Walia | Czechy | Białoruś | Estonia |
| -------- | ------ | ----- | ------ | -------- | ------- |
| Belgia   | X      | 3:1   | 3:0    | 8:0      | 3:1     |
| Walia    | 1:1    | X     | 1:0    | 5:1      | 0:0     |
| Czechy   | 1:1    | 2:2   | X      | 1:0      | 2:0     |
| Białoruś | 0:1    | 2:3   | 0:2    | X        | 4:2     |
| Estonia  | 2:5    | 0:1   | 2:6    | 2:0      | X       |

#### Turniej główny
| Zespół    | Pkt | M | W | R | P | Br+ | Br− | +/− | FP |
| --------- | --- | - | - | - | - | --- | --- | --- | -- |
| Maroko    | 7   | 3 | 2 | 1 | 0 | 4   | 1   | +3  | -2 |
| Chorwacja | 5   | 3 | 1 | 2 | 0 | 4   | 1   | +3  | -2 |
| Belgia    | 4   | 3 | 1 | 1 | 1 | 1   | 2   | -1  | -5 |
| Kanada    | 0   | 3 | 0 | 0 | 3 | 2   | 7   | -5  | -8 |

### EURO 2024

#### Eliminacje do Mistrzostw Europy 2024
| Zespół      | Pkt | M | W | R | P | Br+ | Br− | +/− |
| ----------- | --- | - | - | - | - | --- | --- | --- |
| Belgia      | 20  | 8 | 6 | 2 | 0 | 22  | 4   | +18 |
| Austria     | 19  | 8 | 6 | 1 | 1 | 17  | 7   | +10 |
| Szwecja     | 10  | 8 | 3 | 1 | 4 | 14  | 12  | +2  |
| Azerbejdżan | 7   | 8 | 2 | 1 | 5 | 7   | 17  | -10 |
| Estonia     | 1   | 8 | 0 | 1 | 7 | 2   | 22  | -20 |

#### Turniej główny
| Lp. | Drużyna  | M | Z | R | P | B+ | B– | +/– | Pkt | Kwalifikacja           |
| --- | -------- | - | - | - | - | -- | -- | --- | --- | ---------------------- |
| 1   | Rumunia  | 3 | 1 | 1 | 1 | 4  | 3  | +1  | 4   | Faza pucharowa         |
| 2   | Belgia   | 3 | 1 | 1 | 1 | 2  | 1  | +1  | 4   | Faza pucharowa         |
| 3   | Słowacja | 3 | 1 | 1 | 1 | 3  | 3  | 0   | 4   | Faza pucharowa         |
| 4   | Ukraina  | 3 | 1 | 1 | 1 | 2  | 4  | −2  | 4   | Odpadnięcie z turnieju |

### Mistrzostwa Świata  2026

#### Eliminacje do Mistrzostw Świata 2026
| Lp. | Drużyna            | M | Z | R | P | B+ | B– | +/– | Pkt | Kwalifikacja                    |     | Macedonia Północna | Walia  | Belgia | Kazachstan | Liechtenstein |
| --- | ------------------ | - | - | - | - | -- | -- | --- | --- | ------------------------------- | --- | ------------------ | ------ | ------ | ---------- | ------------- |
| 1   | Macedonia Północna | 4 | 2 | 2 | 0 | 6  | 2  | +4  | 8   | awans do Mistrzostw Świata 2026 |     |                    | 1–1    | 1–1    | 13 paź     | 7 wrz         |
| 2   | Walia              | 4 | 2 | 1 | 1 | 10 | 6  | +4  | 7   | baraż                           |     | 18 lis             |        | 13 paź | 3–1        | 3–0           |
| 3   | Belgia             | 2 | 1 | 1 | 0 | 5  | 4  | +1  | 4   |                                 |     | 10 paź             | 4–3    |        | 7 wrz      | 18 lis        |
| 4   | Kazachstan         | 3 | 1 | 0 | 2 | 3  | 4  | −1  | 3   |                                 | 0–1 | 4 wrz              | 15 lis |        | 10 paź     |               |
| 5   | Liechtenstein      | 3 | 0 | 0 | 3 | 0  | 8  | −8  | 0   |                                 | 0–3 | 15 lis             | 4 wrz  | 0–2    |            |               |

### Najnowsze wyniki
| Mecze reprezentacji Belgii pod wodzą Marca Wilmotsa (od 2012) | Mecze reprezentacji Belgii pod wodzą Marca Wilmotsa (od 2012) | Mecze reprezentacji Belgii pod wodzą Marca Wilmotsa (od 2012) | Mecze reprezentacji Belgii pod wodzą Marca Wilmotsa (od 2012) | Mecze reprezentacji Belgii pod wodzą Marca Wilmotsa (od 2012) | Mecze reprezentacji Belgii pod wodzą Marca Wilmotsa (od 2012) | Mecze reprezentacji Belgii pod wodzą Marca Wilmotsa (od 2012) |
| Data                                                          | Przeciwnik                                                    | Z-R-P                                                         | Wynik                                                         | Stadion                                                       | Rozgrywki                                                     |                                                               |
| 2012                                                          | 2012                                                          | 2012                                                          | 2012                                                          | 2012                                                          | 2012                                                          | 2012                                                          |
| ------------------------------------------------------------- | ------------------------------------------------------------- | ------------------------------------------------------------- | ------------------------------------------------------------- | ------------------------------------------------------------- | ------------------------------------------------------------- | ------------------------------------------------------------- |
| 25 maja 2012                                                  | Czarnogóra                                                    | R                                                             | 2–2                                                           | Stadion Króla Baudouina I, Bruksela                           | mecz towarzyski                                               |                                                               |
| 2 czerwca 2012                                                | Anglia                                                        | P                                                             | 0–1                                                           | Stadion Wembley, Londyn                                       | mecz towarzyski                                               |                                                               |
| 15 sierpnia 2012                                              | Holandia                                                      | Z                                                             | 4–2                                                           | Stadion Króla Baudouina I, Bruksela                           | mecz towarzyski                                               |                                                               |
| 7 września 2012                                               | Walia                                                         | Z                                                             | 2–0                                                           | Cardiff City Stadium, Cardiff                                 | El. do Mundialu 2014                                          |                                                               |
| 11 września 2012                                              | Chorwacja                                                     | R                                                             | 1–1                                                           | Stadion Króla Baudouina I, Bruksela                           | El. do Mundialu 2014                                          |                                                               |
| 12 października 2012                                          | Serbia                                                        | Z                                                             | 3–0                                                           | Stadion Crvena Zvezda, Belgrad                                | El. do Mundialu 2014                                          |                                                               |
| 16 października 2012                                          | Szkocja                                                       | Z                                                             | 2–0                                                           | Stadion Króla Baudouina I, Bruksela                           | El. do Mundialu 2014                                          |                                                               |
| 14 listopada 2012                                             | Rumunia                                                       | P                                                             | 1–2                                                           | Stadionul Național, Bukareszt                                 | mecz towarzyski                                               |                                                               |
| 2013                                                          |                                                               |                                                               |                                                               |                                                               |                                                               |                                                               |
| 6 lutego 2013                                                 | Słowacja                                                      | Z                                                             | 2–1                                                           | Stadion Króla Baudouina I, Bruksela                           | mecz towarzyski                                               |                                                               |
| 22 marca 2013                                                 | Macedonia Północna                                            | Z                                                             | 2–0                                                           | Arena Narodowa im. Filipa II Macedońskiego, Skopje            | El. do Mundialu 2014                                          |                                                               |
| 26 marca 2013                                                 | Macedonia Północna                                            | Z                                                             | 1–0                                                           | Stadion Króla Baudouina I, Bruksela                           | El. do Mundialu 2014                                          |                                                               |
| 30 maja 2013                                                  | Stany Zjednoczone                                             | Z                                                             | 4–2                                                           | Cleveland Browns Stadium, Cleveland                           | mecz towarzyski                                               |                                                               |
| 7 czerwca 2013                                                | Serbia                                                        | Z                                                             | 2–1                                                           | Stadion Króla Baudouina I, Bruksela                           | El. do Mundialu 2014                                          |                                                               |
| 14 sierpnia 2013                                              | Francja                                                       | R                                                             | 0–0                                                           | Stadion Króla Baudouina I, Bruksela                           | mecz towarzyski                                               |                                                               |
| 6 września 2013                                               | Szkocja                                                       | Z                                                             | 2–0                                                           | Hampden Park, Glasgow                                         | El. do Mundialu 2014                                          |                                                               |
| 11 października 2013                                          | Chorwacja                                                     | Z                                                             | 2–1                                                           | Stadion Poljud, Split                                         | El. do Mundialu 2014                                          |                                                               |
| 15 października 2013                                          | Walia                                                         | R                                                             | 1–1                                                           | Stadion Króla Baudouina I, Bruksela                           | El. do Mundialu 2014                                          |                                                               |

## Udział w międzynarodowych turniejach

### Igrzyska Olimpijskie
| Udział w igrzyskach olimpijskich | Udział w igrzyskach olimpijskich | Udział w igrzyskach olimpijskich | Udział w igrzyskach olimpijskich | Udział w igrzyskach olimpijskich | Udział w igrzyskach olimpijskich | Udział w igrzyskach olimpijskich | Udział w igrzyskach olimpijskich | Udział w igrzyskach olimpijskich |
| Rok                              | Runda                            | Miejsce                          | M                                | W                                | R                                | P                                | B+                               | B-                               |
| -------------------------------- | -------------------------------- | -------------------------------- | -------------------------------- | -------------------------------- | -------------------------------- | -------------------------------- | -------------------------------- | -------------------------------- |
| 1900                             | III miejsce                      | 3/3                              | 1                                | 0                                | 0                                | 1                                | 2                                | 6                                |
| 1904                             | Nie brała udziału                | Nie brała udziału                | Nie brała udziału                | Nie brała udziału                | Nie brała udziału                | Nie brała udziału                | Nie brała udziału                | Nie brała udziału                |
| 1908                             | Nie brała udziału                | Nie brała udziału                | Nie brała udziału                | Nie brała udziału                | Nie brała udziału                | Nie brała udziału                | Nie brała udziału                | Nie brała udziału                |
| 1912                             | Nie brała udziału                | Nie brała udziału                | Nie brała udziału                | Nie brała udziału                | Nie brała udziału                | Nie brała udziału                | Nie brała udziału                | Nie brała udziału                |
| 1920                             | Mistrzostwo                      | 1/15                             | 3                                | 3                                | 0                                | 0                                | 8                                | 1                                |
| 1924                             | 1/8 finału                       | 16/22                            | 1                                | 0                                | 0                                | 1                                | 1                                | 8                                |
| 1928                             | Ćwierćfinał                      | 7/17                             | 3                                | 1                                | 0                                | 2                                | 9                                | 12                               |
| 1936                             | Nie brała udziału                | Nie brała udziału                | Nie brała udziału                | Nie brała udziału                | Nie brała udziału                | Nie brała udziału                | Nie brała udziału                | Nie brała udziału                |
| 1948                             | Nie brała udziału                | Nie brała udziału                | Nie brała udziału                | Nie brała udziału                | Nie brała udziału                | Nie brała udziału                | Nie brała udziału                | Nie brała udziału                |
| 1952                             | Nie brała udziału                | Nie brała udziału                | Nie brała udziału                | Nie brała udziału                | Nie brała udziału                | Nie brała udziału                | Nie brała udziału                | Nie brała udziału                |
| 1956                             | Nie brała udziału                | Nie brała udziału                | Nie brała udziału                | Nie brała udziału                | Nie brała udziału                | Nie brała udziału                | Nie brała udziału                | Nie brała udziału                |
| 1960                             | Nie brała udziału                | Nie brała udziału                | Nie brała udziału                | Nie brała udziału                | Nie brała udziału                | Nie brała udziału                | Nie brała udziału                | Nie brała udziału                |
| 1964                             | Nie brała udziału                | Nie brała udziału                | Nie brała udziału                | Nie brała udziału                | Nie brała udziału                | Nie brała udziału                | Nie brała udziału                | Nie brała udziału                |
| 1968                             | Nie brała udziału                | Nie brała udziału                | Nie brała udziału                | Nie brała udziału                | Nie brała udziału                | Nie brała udziału                | Nie brała udziału                | Nie brała udziału                |
| 1972                             | Nie brała udziału                | Nie brała udziału                | Nie brała udziału                | Nie brała udziału                | Nie brała udziału                | Nie brała udziału                | Nie brała udziału                | Nie brała udziału                |
| 1976                             | Nie brała udziału                | Nie brała udziału                | Nie brała udziału                | Nie brała udziału                | Nie brała udziału                | Nie brała udziału                | Nie brała udziału                | Nie brała udziału                |
| 1980                             | Nie zakwalifikowała się          | Nie zakwalifikowała się          | Nie zakwalifikowała się          | Nie zakwalifikowała się          | Nie zakwalifikowała się          | Nie zakwalifikowała się          | Nie zakwalifikowała się          | Nie zakwalifikowała się          |
| 1984                             | Nie zakwalifikowała się          | Nie zakwalifikowała się          | Nie zakwalifikowała się          | Nie zakwalifikowała się          | Nie zakwalifikowała się          | Nie zakwalifikowała się          | Nie zakwalifikowała się          | Nie zakwalifikowała się          |
| 1988                             | Nie brała udziału                | Nie brała udziału                | Nie brała udziału                | Nie brała udziału                | Nie brała udziału                | Nie brała udziału                | Nie brała udziału                | Nie brała udziału                |
| 1992                             | Nie zakwalifikowała się          | Nie zakwalifikowała się          | Nie zakwalifikowała się          | Nie zakwalifikowała się          | Nie zakwalifikowała się          | Nie zakwalifikowała się          | Nie zakwalifikowała się          | Nie zakwalifikowała się          |
| 1996                             | Nie zakwalifikowała się          | Nie zakwalifikowała się          | Nie zakwalifikowała się          | Nie zakwalifikowała się          | Nie zakwalifikowała się          | Nie zakwalifikowała się          | Nie zakwalifikowała się          | Nie zakwalifikowała się          |
| 2000                             | Nie zakwalifikowała się          | Nie zakwalifikowała się          | Nie zakwalifikowała się          | Nie zakwalifikowała się          | Nie zakwalifikowała się          | Nie zakwalifikowała się          | Nie zakwalifikowała się          | Nie zakwalifikowała się          |
| 2004                             | Nie zakwalifikowała się          | Nie zakwalifikowała się          | Nie zakwalifikowała się          | Nie zakwalifikowała się          | Nie zakwalifikowała się          | Nie zakwalifikowała się          | Nie zakwalifikowała się          | Nie zakwalifikowała się          |
| 2008                             | IV miejsce                       | 4/16                             | 3                                | 0                                | 1                                | 2                                | 3                                | 7                                |
| 2012                             | Nie zakwalifikowała się          | Nie zakwalifikowała się          | Nie zakwalifikowała się          | Nie zakwalifikowała się          | Nie zakwalifikowała się          | Nie zakwalifikowała się          | Nie zakwalifikowała się          | Nie zakwalifikowała się          |
| 2016                             | Nie zakwalifikowała się          | Nie zakwalifikowała się          | Nie zakwalifikowała się          | Nie zakwalifikowała się          | Nie zakwalifikowała się          | Nie zakwalifikowała się          | Nie zakwalifikowała się          | Nie zakwalifikowała się          |
| 2020                             | Nie zakwalifikowała się          | Nie zakwalifikowała się          | Nie zakwalifikowała się          | Nie zakwalifikowała się          | Nie zakwalifikowała się          | Nie zakwalifikowała się          | Nie zakwalifikowała się          | Nie zakwalifikowała się          |
| 2024                             | Nie zakwalifikowała się          | Nie zakwalifikowała się          | Nie zakwalifikowała się          | Nie zakwalifikowała się          | Nie zakwalifikowała się          | Nie zakwalifikowała się          | Nie zakwalifikowała się          | Nie zakwalifikowała się          |

### Mistrzostwa świata
| 1930 | Awans                   | Faza grupowa            |
| 1934 | Awans                   | 1/8 finału              |
| 1938 | Awans                   | 1/8 finału              |
| 1950 | Nie brała udziału       | Nie brała udziału       |
| 1954 | Awans                   | Faza grupowa            |
| 1958 | Nie zakwalifikowała się | Nie zakwalifikowała się |
| 1962 | Nie zakwalifikowała się | Nie zakwalifikowała się |
| 1966 | Nie zakwalifikowała się | Nie zakwalifikowała się |
| 1970 | Awans                   | Faza grupowa            |
| 1974 | Nie zakwalifikowała się | Nie zakwalifikowała się |
| 1978 | Nie zakwalifikowała się | Nie zakwalifikowała się |
| 1982 | Awans                   | Druga faza grupowa      |
| 1986 | Awans                   | IV miejsce              |
| 1990 | Awans                   | 1/8 finału              |
| 1994 | Awans                   | 1/8 finału              |
| 1998 | Awans                   | Faza grupowa            |
| 2002 | Awans                   | 1/8 finału              |
| 2006 | Nie zakwalifikowała się | Nie zakwalifikowała się |
| 2010 | Nie zakwalifikowała się | Nie zakwalifikowała się |
| 2014 | Awans                   | Ćwierćfinał             |
| 2018 | Awans                   | III miejsce             |
| 2022 | Awans                   | Faza grupowa            |
| 2026 |                         |                         |

### Mistrzostwa Europy
| Udział w mistrzostwach Europy | Udział w mistrzostwach Europy | Udział w mistrzostwach Europy | Udział w mistrzostwach Europy | Udział w mistrzostwach Europy | Udział w mistrzostwach Europy | Udział w mistrzostwach Europy | Udział w mistrzostwach Europy | Udział w mistrzostwach Europy | . | Kwalifikacje do mistrzostw Europy | Kwalifikacje do mistrzostw Europy | Kwalifikacje do mistrzostw Europy | Kwalifikacje do mistrzostw Europy | Kwalifikacje do mistrzostw Europy | Kwalifikacje do mistrzostw Europy |
| Rok                           | Runda                         | Miejsce                       | M                             | W                             | R                             | P                             | B+                            | B-                            | . | M                                 | W                                 | R                                 | P                                 | B+                                | B-                                |
| ----------------------------- | ----------------------------- | ----------------------------- | ----------------------------- | ----------------------------- | ----------------------------- | ----------------------------- | ----------------------------- | ----------------------------- | - | --------------------------------- | --------------------------------- | --------------------------------- | --------------------------------- | --------------------------------- | --------------------------------- |
| 1960                          | Nie brała udziału             | Nie brała udziału             | Nie brała udziału             | Nie brała udziału             | Nie brała udziału             | Nie brała udziału             | Nie brała udziału             | Nie brała udziału             | . |                                   |                                   |                                   |                                   |                                   |                                   |
| 1964                          | Nie zakwalifikowała się       | Nie zakwalifikowała się       | Nie zakwalifikowała się       | Nie zakwalifikowała się       | Nie zakwalifikowała się       | Nie zakwalifikowała się       | Nie zakwalifikowała się       | Nie zakwalifikowała się       | . | 2                                 | 0                                 | 0                                 | 2                                 | 2                                 | 4                                 |
| 1968                          | Nie zakwalifikowała się       | Nie zakwalifikowała się       | Nie zakwalifikowała się       | Nie zakwalifikowała się       | Nie zakwalifikowała się       | Nie zakwalifikowała się       | Nie zakwalifikowała się       | Nie zakwalifikowała się       | . | 6                                 | 3                                 | 1                                 | 2                                 | 14                                | 9                                 |
| 1972                          | III Miejsce                   | 3/4                           | 2                             | 1                             | 0                             | 1                             | 3                             | 3                             | . | 8                                 | 5                                 | 2                                 | 1                                 | 13                                | 4                                 |
| 1976                          | Nie zakwalifikowała się       | Nie zakwalifikowała się       | Nie zakwalifikowała się       | Nie zakwalifikowała się       | Nie zakwalifikowała się       | Nie zakwalifikowała się       | Nie zakwalifikowała się       | Nie zakwalifikowała się       | . | 8                                 | 3                                 | 2                                 | 3                                 | 7                                 | 10                                |
| 1980                          | II Miejsce                    | 2/8                           | 4                             | 1                             | 2                             | 1                             | 4                             | 4                             | . | 8                                 | 4                                 | 4                                 | 0                                 | 12                                | 5                                 |
| 1984                          | Faza grupowa                  | 6/8                           | 3                             | 1                             | 0                             | 2                             | 4                             | 8                             | . | 6                                 | 4                                 | 1                                 | 1                                 | 12                                | 8                                 |
| 1988                          | Nie zakwalifikowała się       | Nie zakwalifikowała się       | Nie zakwalifikowała się       | Nie zakwalifikowała się       | Nie zakwalifikowała się       | Nie zakwalifikowała się       | Nie zakwalifikowała się       | Nie zakwalifikowała się       | . | 8                                 | 3                                 | 3                                 | 2                                 | 16                                | 8                                 |
| 1992                          | Nie zakwalifikowała się       | Nie zakwalifikowała się       | Nie zakwalifikowała się       | Nie zakwalifikowała się       | Nie zakwalifikowała się       | Nie zakwalifikowała się       | Nie zakwalifikowała się       | Nie zakwalifikowała się       | . | 6                                 | 2                                 | 1                                 | 3                                 | 7                                 | 6                                 |
| 1996                          | Nie zakwalifikowała się       | Nie zakwalifikowała się       | Nie zakwalifikowała się       | Nie zakwalifikowała się       | Nie zakwalifikowała się       | Nie zakwalifikowała się       | Nie zakwalifikowała się       | Nie zakwalifikowała się       | . | 10                                | 4                                 | 3                                 | 3                                 | 17                                | 13                                |
| 2000                          | Faza grupowa                  | 12/16                         | 3                             | 1                             | 0                             | 2                             | 2                             | 5                             | . | Nie brała udziału jako gospodarz  | Nie brała udziału jako gospodarz  | Nie brała udziału jako gospodarz  | Nie brała udziału jako gospodarz  | Nie brała udziału jako gospodarz  | Nie brała udziału jako gospodarz  |
| 2004                          | Nie zakwalifikowała się       | Nie zakwalifikowała się       | Nie zakwalifikowała się       | Nie zakwalifikowała się       | Nie zakwalifikowała się       | Nie zakwalifikowała się       | Nie zakwalifikowała się       | Nie zakwalifikowała się       | . | 8                                 | 5                                 | 1                                 | 2                                 | 11                                | 9                                 |
| 2008                          | Nie zakwalifikowała się       | Nie zakwalifikowała się       | Nie zakwalifikowała się       | Nie zakwalifikowała się       | Nie zakwalifikowała się       | Nie zakwalifikowała się       | Nie zakwalifikowała się       | Nie zakwalifikowała się       | . | 14                                | 5                                 | 3                                 | 6                                 | 14                                | 16                                |
| 2012                          | Nie zakwalifikowała się       | Nie zakwalifikowała się       | Nie zakwalifikowała się       | Nie zakwalifikowała się       | Nie zakwalifikowała się       | Nie zakwalifikowała się       | Nie zakwalifikowała się       | Nie zakwalifikowała się       | . | 10                                | 4                                 | 3                                 | 3                                 | 21                                | 15                                |
| 2016                          | Ćwierćfinał                   | 7/24                          | 5                             | 3                             | 0                             | 2                             | 9                             | 5                             | . | 10                                | 7                                 | 2                                 | 1                                 | 24                                | 5                                 |
| 2020                          | Ćwierćfinał                   | 5/24                          | 5                             | 4                             | 0                             | 1                             | 9                             | 3                             | . | 10                                | 10                                | 0                                 | 0                                 | 40                                | 3                                 |
| 2024                          | 1/8finału                     | 10/24                         | 4                             | 1                             | 1                             | 2                             | 2                             | 2                             | . | 8                                 | 6                                 | 2                                 | 0                                 | 22                                | 4                                 |
| 2028                          |                               |                               |                               |                               |                               |                               |                               |                               | . |                                   |                                   |                                   |                                   |                                   |                                   |

## Rekordziści
Kolorem niebieskim zaznaczono wciąż aktywnych piłkarzy
| Lp. | Zawodnik          | Lata gry w kadrze | Mecze | Bramki |
| --- | ----------------- | ----------------- | ----- | ------ |
| 1.  | Jan Vertonghen    | 2007–2024         | 157   | 10     |
| 2.  | Axel Witsel       | 2008–             | 132   | 12     |
| 3.  | Toby Alderweireld | 2009–2022         | 127   | 5      |
| 4.  | Eden Hazard       | 2008–2022         | 126   | 33     |
| 5.  | Romelu Lukaku     | 2010–             | 124   | 89     |
| 6.  | Kevin De Bruyne   | 2010–             | 111   | 31     |
| 8.  | Dries Mertens     | 2011–2022         | 109   | 21     |
| 7.  | Thibaut Courtois  | 2011–             | 103   | 0      |
| 9.  | Jan Ceulemans     | 1977–1991         | 96    | 23     |
| 10. | Timmy Simons      | 2001–2016         | 94    | 6      |

| Lp. | Zawodnik         | Lata gry w kadrze | Bramki | Mecze | Średnia |
| --- | ---------------- | ----------------- | ------ | ----- | ------- |
| 1.  | Romelu Lukaku    | 2010–             | 89     | 124   | 0.72    |
| 2.  | Eden Hazard      | 2008–2022         | 33     | 126   | 0.26    |
| 3.  | Kevin De Bruyne  | 2010–             | 31     | 111   | 0.28    |
| 4.  | Bernard Voorhoof | 1928–1940         | 30     | 61    | 0.49    |
| 4.  | Paul Van Himst   | 1960–1974         | 30     | 81    | 0.37    |
| 6.  | Marc Wilmots     | 1994–2002         | 29     | 70    | 0.4     |
| 7.  | Michy Batshuayi  | 2015–             | 27     | 55    | 0.49    |
| 7.  | Joseph Mermans   | 1945–1956         | 27     | 56    | 0.48    |
| 9.  | Robert De Veen   | 1906–1913         | 26     | 23    | 1.13    |
| 9.  | Raymond Braine   | 1925–1939         | 26     | 54    | 0.48    |

## Trenerzy reprezentacji Belgii
| Szkoleniowiec         | O                    | od   | do   | M   | W  | R  | P  | W%     | Największe osiągnięcia                  |
| --------------------- | -------------------- | ---- | ---- | --- | -- | -- | -- | ------ | --------------------------------------- |
| Komitet trenerski     | Komitet trenerski    | 1904 | 1909 | 19  | 8  | 1  | 10 | 42,11  |                                         |
| William Maxwell       | Szkocja              | 1910 | 1913 | 23  | 11 | 3  | 9  | 47,83  |                                         |
| Charles Bunyan        | Anglia               | 1914 | 1914 | 4   | 0  | 0  | 4  | 0,00   |                                         |
| Komitet trenerski     | Komitet trenerski    | 1914 | 1919 | 1   | 0  | 1  | 0  | 0.00   |                                         |
| William Maxwell       | Szkocja              | 1920 | 1928 | 56  | 18 | 10 | 28 | 32,14  | IO 1920                                 |
| Viktor Löwenfeld      | Republika Austriacka | 1928 | 1930 | 11  | 5  | 2  | 4  | 45,45  | ćwierćfinał IO 1928                     |
| Hector Goetinck       | Belgia               | 1930 | 1934 | 31  | 7  | 5  | 19 | 22,58  |                                         |
| Jules Turnauer        |                      | 1935 | 1935 | 3   | 0  | 1  | 2  | 0,00   |                                         |
| Jack Butler           | Anglia               | 1935 | 1939 | 32  | 8  | 7  | 17 | 25,00  |                                         |
| François Demol        | Belgia               | 1944 | 1946 | 8   | 2  | 2  | 4  | 25,00  |                                         |
| Bill Gormlie          | Anglia               | 1947 | 1953 | 44  | 18 | 9  | 17 | 40,91  |                                         |
| Doug Livingstone      | Szkocja              | 1953 | 1954 | 13  | 5  | 6  | 2  | 38,46  |                                         |
| André Vandeweyer      | Belgia               | 1955 | 1957 | 17  | 4  | 2  | 11 | 23,53  |                                         |
| Louis Nicolay         | Belgia               | 1957 | 1957 | 1   | 1  | 0  | 0  | 100,00 |                                         |
| Géza Toldi            |                      | 1957 | 1958 | 6   | 1  | 2  | 3  | 16,67  |                                         |
| Constant Vanden Stock | Belgia               | 1958 | 1968 | 68  | 28 | 11 | 29 | 41,18  |                                         |
| Raymond Goethals      | Belgia               | 1968 | 1976 | 44  | 25 | 8  | 11 | 56,82  | ME 1972                                 |
| Guy Thys              | Belgia               | 1976 | 1989 | 101 | 45 | 24 | 32 | 44,55  | IV miejsce MŚ 1986 ME 1980              |
| Walter Meeuws         | Belgia               | 1989 | 1990 | 6   | 2  | 3  | 1  | 33,33  |                                         |
| Guy Thys              | Belgia               | 1990 | 1991 | 13  | 4  | 4  | 5  | 30,77  | 1/8 finału MŚ 1990                      |
| Paul Van Himst        | Belgia               | 1991 | 1996 | 36  | 19 | 5  | 12 | 52,78  | 1/8 finału MŚ 1994                      |
| Wilfried van Moer     | Belgia               | 1996 | 1997 | 5   | 2  | 2  | 1  | 40,00  |                                         |
| Georges Leekens       | Belgia               | 1997 | 1999 | 29  | 10 | 10 | 9  | 34,48  |                                         |
| Robert Waseige        | Belgia               | 1999 | 2002 | 34  | 16 | 11 | 7  | 47,06  | 1/8 finału MŚ 2002                      |
| Aimé Anthuenis        | Belgia               | 2002 | 2005 | 29  | 12 | 7  | 10 | 41,38  |                                         |
| René Vandereycken     | Belgia               | 2006 | 2009 | 30  | 10 | 7  | 13 | 33,33  |                                         |
| Franky Vercauteren    | Belgia               | 2009 | 2009 | 5   | 0  | 1  | 4  | 0,00   |                                         |
| Dick Advocaat         | Holandia             | 2009 | 2010 | 5   | 3  | 0  | 2  | 60,00  |                                         |
| Georges Leekens       | Belgia               | 2010 | 2012 | 19  | 8  | 7  | 4  | 42,10  |                                         |
| Marc Wilmots          | Belgia               | 2012 | 2016 | 49  | 33 | 8  | 8  | 67,35  | ćwierćfinał MŚ 2014 ćwierćfinał ME 2016 |
| Roberto Martínez      | Hiszpania            | 2016 | 2022 | 70  | 52 | 11 | 7  | 74,29  | MŚ 2018 ćwierćfinał ME 2020             |
| Domenico Tedesco      | Niemcy               | 2023 | 2025 | 24  | 12 | 6  | 6  | 50     | 1/8 finału ME 2024                      |
| Rudi Garcia           | Francja              | 2025 |      |     |    |    |    |        |                                         |

## Sztab szkoleniowy[3]
- Trener-selekcjoner: Rudi Garcia
- Asystent: Claude Fichaux
- Asystent: Stéphane Jobard
- Dyrektor techniczny:Vincent Mannaert
- Trener przygotowania fizycznego:Bram Gielen, Devon Maes
- Analityk wydajności: Dylan Vanhaeren

## Wizerunek

### Stroje
| Producent | od   | do    |
| --------- | ---- | ----- |
| Adidas    | 1974 | 1980  |
| Admiral   | 1981 | 1983  |
| Adidas    | 1984 | 1991  |
| Diadora   | 1992 | 1998  |
| Nike      | 1999 | 2010  |
| Burrda    | 2010 | 2014  |
| Adidas    | 2014 | nadal |